# Закон о сосредоточении управления имуществами Армяно-Григорианской церкви в России (1903)
12 июня 1903 года по представлению тогдашнего Наместника на Кавказе князя Голицына было Высочайше утверждено положение Комитета Министров (фактически нарушающее положение 1836 года «Об управлении делами Армянской Церкви») — «О сосредоточении управления имуществами Армяно-Григорианской Церкви в России в ведении правительственных учреждений и о подлежащих передаче в ведение Министерства народного просвещения средствах и имуществах означенной Церкви, коими обеспечивалось существование армяно-григорианских церковных училищ».
В утверждённом положении речь шла о передаче исключительно недвижимого имущества и «капиталов» Армянской церкви в России (исключая всю церковную утварь и другие священные предметы) в ведение и управление двух министерств — Министерства внутренних дел и Министерства земледелия и государственных имуществ. Это были земли различного назначения, некоторые категории домов и строений, а также пожертвования. Крупнейшим землевладельцем был Эчмиадзинский монастырь (также значительными площадами владели монастыри Татев, Ахпат, Санаин, Гегард и Гандзасар). Исключение составляли Московская и Санкт-Петербургская епархии Армянской церкви. Все доходы, получаемые от недвижимого имущества передавались в Министерство внутренних дел, которое, в свою очередь, передавало определённый процент от всех доходов тем духовным учреждениям, от которых это имущество или капитал были приняты. Был введён строгий регламент по регулированию расходов на управление имуществами Церкви. Подобные правила действовали и в отношении Римско-Католической и, отчасти, Православной церкви в Российской империи.
Что касается учебных заведений, то согласно Положению, все церковные школы поступали под управление Министерства народного просвещения. Речь не шла об их закрытии, однако все денежные операции теперь контролировались Министерством, а всё финансирование учебных заведений шло из доходов от имущества Армянской церкви, контролируемого МВД и МинЗемледелия. Значительная часть дохода шла на финансирование вновь открываемых государственных школ.
В ответ на этот закон, мирные демонстрации, в которых принимали участие представители всех сословий, прошли во многих городах Закавказья. В некоторых городах (Елизаветполе, Тифлисе, Шуше, Баку, Карсе, Арташате и др.) произошли столкновения с полицией. Католикос Мкртич I также отказался выполнять требования закона. Недовольство армянского населения совпало с началом массовых демонстраций рабочих по всему Закавказью и Кавказу, начала создаваться революционная ситуация. 14 октября 1903 года на Коджорском шоссе близ Тифлиса в результате покушения, совершённого членами партии «Гнчак», Голицын был тяжело ранен, но смог выжить.

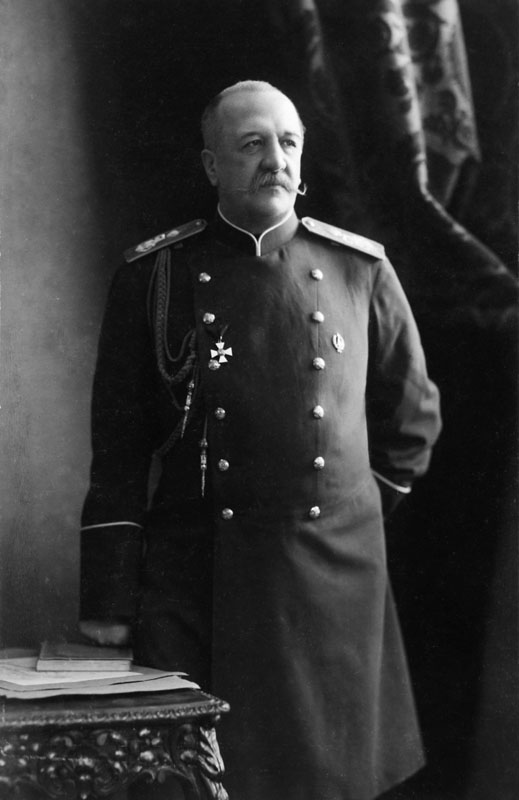
Граф Илларион Иванович Воронцов-Дашков, 1905 год.

Лидеры Дашнакцутюн приняли на себя руководство демонстрациями, и в отличие от прошлых лет, начали призывать армян к массовым забастовкам. Ситуация становилась всё более критической, и для её успокоения Николай II 1 января 1905 года снял с поста Голицына и назначил нового главноначальствующего на Кавказе графа Иллариона Ивановича Воронцова-Дашкова, с восстановлением Кавказского наместничества, упразднённого Александром III в 1881 году.
Вскоре Россию потряс общереволюционный кризис, а политика военно-политического руководства и силовых ведомств Закавказья, привела к Армяно-татарской резне (1905—1906). Высшие чины Кавказской администрации на протяжении долгого времени не пытались остановить кровавые столкновения, погромы и резню в крупных городах со смешанным населением, даже несмотря на отчаянные попытки армянского и мусульманского духовенства.
1 августа 1905 по представлению Иллариона Ивановича, Николай II подписал Именной высочайший указ данный Сенату «О возвращении в ведение Армяно-Григорианской Церкви недвижимых имуществ и капиталов, переданных в Министерство Народного Просвещения, согласно высочайше утверждённым 26 марта 1898 года и 12 июня 1903 года, положениям Комитета Министров». Армянской церкви возвращалось управление всем церковным недвижимым имуществом и капиталами от МВД и МинЗемледелия, а учебными заведениями — от Мин. народного просвещения (министерство оставляло за собой функцию надзора за учебными заведениями). Также, указом предусматривалось открытие новых армянских школ с разрешения наместника и по правилам для «народных училищ».
Данный шаг императора вызвал ликование и взрыв патриотизма среди всего армянского населения, а по всему Закавказью прошли демонстрации.
В течение последующих лет, оппозиционность, поддержка революционного движения и часто отрицательное отношение армян к власти угасла вовсе. Наместник на Кавказе Воронцов-Дашков всячески старался убедить высшие правящие круги России в преданности армянского народа и необходимости его поддержки в Армянском вопросе.

## Критика распространенного тезиса
Некоторые исследователи считают, что так называемый «Закон о конфискации церковного имущества» сегодня представляется в более политизированном контексте чтобы поджигать антироссийские настроения среди армянского общества. По мнению историка Дмитрия Семушина, в основе такого представления лежат оценки западных историков, давно нуждающихся в профессиональном анализе. К числу таких трудов относятся исследования П. Верта и А. Каппелерa о религиозной политике Российской Империи .
На самом деле никакой конфискации церковного имущества не имело место и решение предусматривало не конфискацию, а установление частичного государственного контроля над имуществом Армянской церкви со стороны Министерства государственного имущества. Данное положение было обычной практикой в империи и никоим образом не было направлено против армянского народа. Оно относилось только к недвижимому имуществу церкви, включающее жилые или нежилые земли. В их число не входили земли, непосредственно принадлежащие церкви и ее строениям, детские дома, кладбища, фруктовые сады и т.д., при условии, что они не превысили бы трех десятин на каждый монастырь. Недвижимость, принадлежащая Армянской церкви в Москве и Санкт-Петербурге вообще не подлежала никакому пересмотру. Данное решение было почти аналогично с другими решениями, принятыми за время существования Российской империи и во многом напоминает нам решение по управлению имуществом Русской Православной Церкви в начале XVIII века. Дела Римско-католической церкви регулировались аналогичным образом с 1865 года.
Что касается национальных школ, то Законом не предусматривалось закрытие армянских школ, они лишь передавались контроль Министерству просвещения. Распоряжением от 1 августа в 1905 г. разрешалось не «восстановление армянских школ», как это пытаются представить некоторые исследователи, а разрешалось открывать новые школы при церквях. Теперь управляющему гражданской части Кавказского наместничества было дано право увольнять неблагополучных учителей, что относилось ко всем территориям наместничества, а не только к Эриванской и Елизаветпольской губерниям